# Forest Stewardship Council
Il Forest Stewardship Council (o brevemente FSC) è un'ONG internazionale senza scopo di lucro. Il FSC ha dato vita ad un sistema di certificazione forestale riconosciuto a livello internazionale.
La certificazione ha come scopo la corretta gestione forestale e la tracciabilità dei prodotti derivati. Il logo di FSC garantisce che il prodotto è stato realizzato con materie prime derivanti da foreste correttamente gestite secondo i principi dei due principali standard: gestione forestale e catena di custodia. Lo schema di certificazione FSC è indipendente e di parte terza. Le ispezioni infatti vengono effettuate da oltre 30 enti di certificazione in tutto il mondo. Gli enti di certificazione sono a loro volta accreditati dall'ente di accreditamento internazionale ASI (Accreditation Services International).
Una delle attività principali di FSC è la redazione degli standard secondo il codice promosso da ISEAL (). Gli standard a loro volta sono adattati a livello locale dai Gruppi di lavoro nazionali che si possono liberamente costituire ma che devono previamente essere riconosciuti da FSC. A livello locale (nazionale e continentale) FSC è rappresentato da una rete di circa 45 Network Partners https://ic.fsc.org/#, alcuni dei quali sono veri e propri "Uffici nazionali" che contribuiscono a promuovere la certificazione a livello locale e ad assistere gli operatori interessati ad ottenerla. In Italia, dal 2001, è presente FSC Italia.

## Storia
Nel 1990 in California si tenne un raduno a cui parteciparono diverse organizzazioni e produttori del settore, dal quale emerse la necessità di disporre di un sistema trasparente e credibile per identificare le foreste gestite in modo sostenibile, basato su criteri di indipendenza e consenso. In quella occasione venne inoltre coniato il nome "Forest Stewardship Council (FSC)". Il logo con l'albero ("check-mark tree"), il nome "Forest Stewardship Council" e l'acrononimo "FSC" sono tutti marchi registrati a livello internazionale e proprietà del Forest Stewardship Council, il loro utilizzo deve essere perciò autorizzato da FSC stesso o dagli enti di certificazione operanti per suo conto.
L'assemblea di fondazione dell'organizzazione si tenne a Toronto, in Canada, nell'ottobre del 1993 e vide la partecipazione di 130 soggetti provenienti da 26 differenti nazioni. Nel febbraio del 1996 venne stabilita la prima sede legale ad Oaxaca de Juárez, in Messico, spostata poi nel gennaio 2003 presso l'FSC International Centre a Bonn, in Germania. Alla fine di quell'anno 40 milioni di ettari di foreste erano certificati secondo gli Standard definiti dall'organizzazione ed esistevano più di 20 000 prodotti con il marchio FSC.
A maggio 2015 il FSC ha introdotto un nuovo brand e delle nuove immagini grafiche per far emergere anche dal logo i valori promossi e difesi dai propri standard per trasmettere maggiori contenuti emozionali: Forest For All Forever.
A giugno 2016 la superficie forestale certificata è di oltre 190 milioni di ettari distribuiti in 81 paesi e le aziende di trasformazione coinvolte dalla certificazione di "catena di custodia" sono oltre 30 000.

## Struttura
L'FSC raccoglie fra i propri membri un insieme eterogeneo di società commerciali, organizzazioni ambientaliste e della società civile, comitati, associazioni e membri individuali, suddivisi in tre camere (Chamber) a seconda del campo specifico di interesse (sociale, ambientale ed economico) del soggetto nella gestione delle foreste:
- Camera sociale (Social Chamber): raggruppa organizzazioni che lavorano nell'ambito del sociale, associazioni indigene ed istituti accademici, ricercatori e tecnici che abbiano manifestato un impegno a favore di un utilizzo socialmente etico dei prodotti forestali.
- Camera ambientale (Environmental Chamber): raggruppa ONG ed associazioni ambientaliste, istituti accademici, ricercatori e tecnici che abbiano manifestato un impegno a favore di uno sfruttamento ecosostenibile delle foreste.
- Camera economica (Economic Chamber): produttori e commercianti di legname e di prodotti derivati, associazioni di consumatori, enti ed istituti di certificazione, società di consulenza.

Per assicurare che non vi siano squilibri di potere tra le camere si utilizza un sistema di votazione pesato, in cui ciascuna di esse rappresenta 1/3 dei voti. Ogni camera è poi ulteriormente suddivisa in due sottocamere (Subchambers), denominate North (Nord) e South (Sud), ciascuna delle quali conta per il 50% dei voti nella camera di appartenenza (16,67% sul totale). Alle organizzazioni afferenti ad ogni sottocamera viene dato il 90% dei voti (15% sul totale), mentre il restante 10% (1,67% sul totale) va ai membri individuali.

### Membri
Dall'ottobre 2014 FSC conta circa 900 membri. Tra di essi si trovano:
- Nella Camera Sociale:
  - Agronomi e Forestali Senza Frontiere
  - BWI
- Nella Camera Ambientale:
  - WWF
  - Greenpeace
  - Legambiente
- Nella Camera Economica:
  - IKEA
  - Cluster Legno, Arredo e Sistema Casa FVG Srl
  - Tetra Pak